# Las Adjuntas (metro de Caracas)
Las Adjuntas es la estación terminal de la línea 2 del Metro de Caracas así como del Metro de Los Teques, a nivel superficial, centro de operaciones , lugar de mantenimiento y estacionamiento de trenes de dicha línea.
Posee dos andenes centrales, uno de ellos es punto de partida para los trenes con dirección Los Teques (estación Independencia) tramo inaugurado en octubre de 2015